# Allan Trautman
Allan Trautman (* 1955 in Brooklyn, New York City) ist ein US-amerikanischer Puppenspieler und Schauspieler.
Nach der Highschool besuchte Trautman die Washington-University, St. Louis und machte seinen Abschluss in Physik und Theaterkunst. Seine ersten Auftritte als Puppenspieler absolvierte er bereits während seines Studiums. Des Weiteren machte er seinen Master of Fine Arts im Bereich Schauspiel am California Institute of the Arts in Valencia.
Allan Trautman ist seit dem 1. April 1984 mit Diane Trautman verheiratet.
Bekannt wurde Trautman in Deutschland vor allem durch das Puppenspiel der Figur des Mr. Floppy in der Sitcom Auf schlimmer und ewig. Der graue Plüschhase Mr. Floppy ist das Alter Ego des frustrierten Gebrauchtwagenhändlers Jack Malloy. Der Comedian Bobcat Goldthwait lieh der Puppe im englischen Original seine charismatische Stimme, der deutsche Synchronsprecher war Tommi Piper. Trautman hatte in der Serie jedoch auch zahlreiche Auftritte als Schauspieler in ständig wechselnden Rollen.
Auch in zahlreichen weiteren Filmen und Fernsehserien, in denen Puppen oder Handstabfiguren auftraten, arbeitete Trautman als Puppenspieler und Koordinator mit. Bekannteste Beispiele sind die Muppet Show, Men in Black, Dr. Dolittle und die Serie Greg the Bunny.

## Filmografie (Auswahl)
- 2006: Puppet Up! Uncensored
- 2005: Muppets: Der Zauberer von Oz
- 2002: Das größte Muppet Weihnachtsspektakel aller Zeiten
- 2002: Greg the Bunny
- 2002: Men in Black II (als Puppenspieler)
- 2001: Cats & Dogs – Wie Hund und Katz (als Puppenspieler)
- 2000: Die Flintstones in Viva Rock Vegas (als Stimme)
- 1998: Dr. Dolittle (als Leitender Puppenspieler)
- 1997: Men in Black (als Puppenspieler)
- 1995–1999: Auf schlimmer und ewig
- 1995: Ein Schweinchen namens Babe (als Puppenspieler)
- 1996–1998: Muppets Tonight!
- 1991–1994: Die Dinos
- 1988: Return of the Living Dead II

### Gastauftritte
- 2005: Keine Gnade für Dad als Professor Gollin
- 2003: Die himmlische Joan als Mr. Poplin
- 1994: Eine schrecklich nette Familie als Puppenliebhaber